# Dallas Cowboys
I Dallas Cowboys sono una squadra di football americano della National Football League, con sede a Frisco, nell'area metropolitana di Dallas, in Texas. Competono nella East Division della National Football Conference. Il logo è una stella a cinque punte con i colori blu e bianco.
I Dallas Cowboys sono una delle franchigie più importanti e conosciute della lega: talvolta, infatti, vengono chiamati America's Team in quanto contano molti tifosi anche al di fuori dell'area in cui ha sede la squadra (il termine deriva dal titolo del film-documentario sulla loro stagione del 1979).
L'importanza del club risulta, invece, evidente dai record che detiene: i Cowboys vantano cinque vittorie al Super Bowl e sono la seconda squadra per numero di partecipazioni insieme ai Pittsburgh Steelers e ai Denver Broncos (8) dietro solo ai New England Patriots (11). Sono, inoltre, la franchigia americana con il maggior giro di affari, oltre che la prima squadra sportiva a livello globale. I Dallas Cowboys vantano, inoltre, altri primati come il maggior numero di stagioni consecutive (20, dal 1966 al 1985) chiuse con un record positivo (più vittorie che sconfitte nelle 16 partite di stagione regolare) e quello del maggior numero di partite di fronte a uno stadio tutto esaurito (160).
Inoltre è stata proprio la direzione dei Cowboys a ideare e poi lanciare la moda nel 1972 di una squadra di ballerine professioniste, con complessi numeri coreografati per l'intrattenimento del pubblico, al posto delle solite "cheerleader". Così le Dallas Cowboys Cheerleaders, a volte chiamate anche le Dallas Cowgirls, sono diventate un elemento di spettacolo che hanno portato maggior visibilità e popolarità al club, un modello del business "sport/show" che è stato copiato e implementato da quasi ogni squadra professionista di ogni sport americano a oggi.
Al 2024, secondo la rivista Forbes, il valore dei Cowboys è di circa 10,1 miliardi di dollari, rendendoli la squadra con il più alto valore economico della NFL.

## Storia
Nel 1960 i Dallas Cowboys entrano nella National Football League (NFL) come expansion team, ovvero come nuova squadra che entra a fare parte della lega. La squadra giocò per i primi 11 anni (fino al 1971) al Cotton Bowl e qui, nella stagione successiva all'ingresso nella NFL, arriva la prima vittoria della storia della franchigia texana (27 a 24 contro i Pittsburgh Steelers). Con il passare degli anni, la squadra si rafforzò e nel 1966 vinse la East Division qualificandosi per la prima volta ai playoff, la prima di venti partecipazioni consecutive sotto la direzione dell'allenatore Tom Landry.

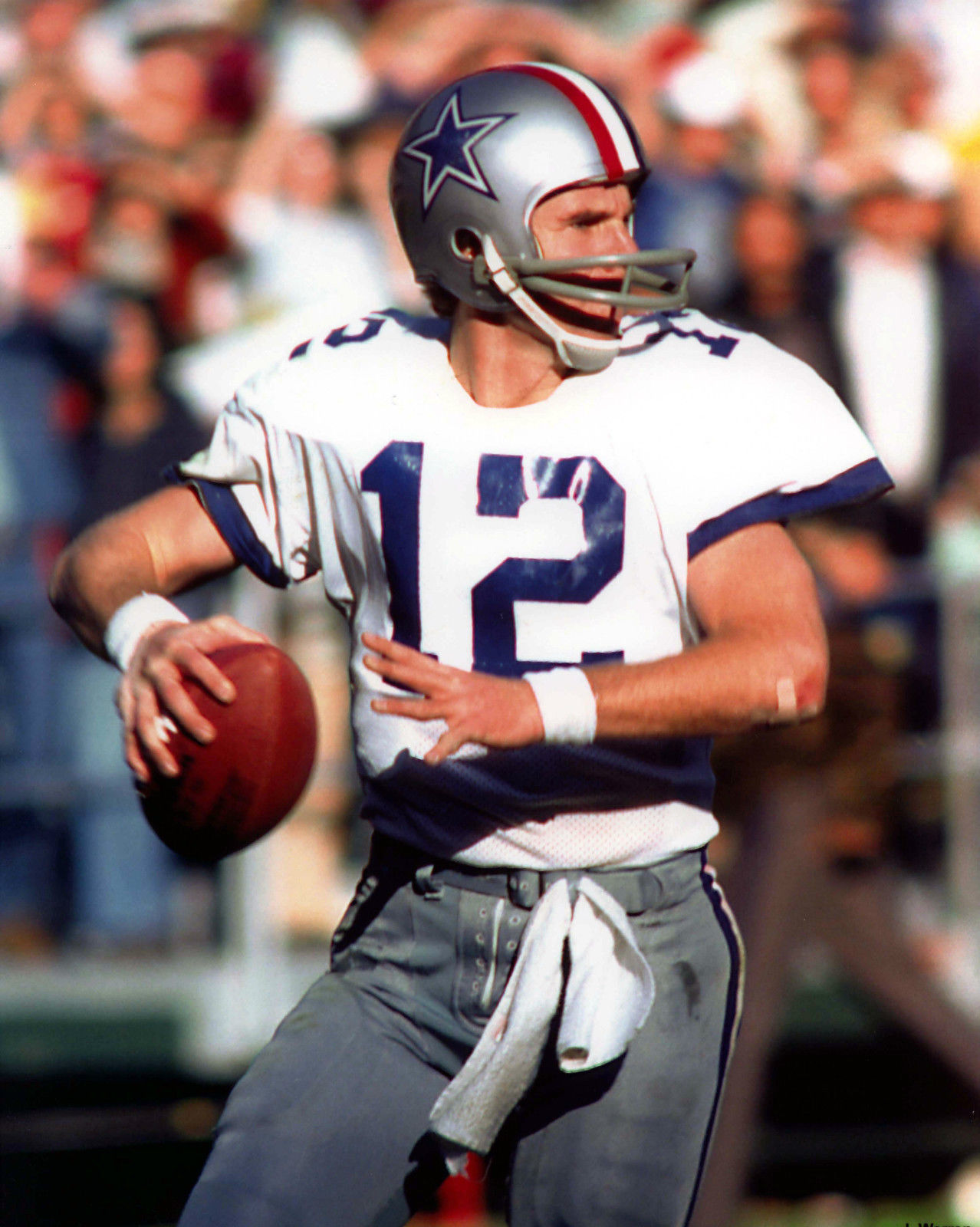
Il quarterback Roger Staubach.

Nel 1970 la franchigia texana arrivò a disputare per la prima volta il Super Bowl (Super Bowl V, disputato all'Orange Bowl di Miami) perdendo per 16 a 13 contro gli allora Baltimore Colts. Nel 1971 la squadra si trasferì dal Cotton Bowl al nuovo Texas Stadium (65.675 posti a sedere) che venne utilizzato fino al 2008. Dopo una serie di cinque stagioni, caratterizzate da un continuo progresso in termini di risultati, giunse nel 1971 la prima vittoria al Super Bowl (il Super Bowl VI), disputato nel Tulane Stadium di New Orleans (Louisiana)) contro i Miami Dolphins con un punteggio di 24 a 3. Nel 1975 la squadra di Dallas raggiunge per la terza volta nella sua storia il Super Bowl (Super Bowl X, disputato a Miami), ma per la seconda volta ne uscì sconfitta (21 a 17 contro i Pittsburgh Steelers). Nel 1977 la squadra vinse il suo secondo titolo, conquistando il Super Bowl XII al Louisiana Superdome di New Orleans contro i Denver Broncos nella vittoria per 27 a 10.
Nella stagione successiva i Cowboys raggiunsero per la quinta volta il Super Bowl (il Super Bowl XIII), ma ancora una volta, nonostante un finale di partita emozionante, vengono sconfitti dagli Steelers con il punteggio di 35 a 31. Negli anni successivi la franchigia partecipa sempre ai playoff, raggiunge per due volte la finale della NFC ma la perde entrambe le volte: nel 1980 contro i Philadelphia Eagles e nel 1981 contro i San Francisco 49ers. Nel 1986, dopo 20 stagioni positive consecutive (più vittorie che sconfitte), Dallas terminò con 7 vittorie e 9 sconfitte, chiudendo una striscia da record.
Nel 1992 i Cowboys raggiunsero la finale della NFC dopo dieci anni e sconfissero i San Francisco 49ers per 30–20 ottenendo così l'accesso al Super Bowl XXVII, disputato al Rose Bowl Stadium di Pasadena (California) dove vinsero contro i favoriti Buffalo Bills (52 a 17). In questa stagione la squadra texana mise a referto un altro record inviando 11 giocatori al Pro Bowl: Troy Aikman, Emmitt Smith, Michael Irvin, Thomas Everett, Daryl Johnston, Russell Maryland, Nate Newton, Ken Norton Jr., Jay Novacek, Mark Stepnoski e Erik Williams.
Nel 1993 la franchigia disputò la seconda finale di Conference consecutiva, disputata ancora una volta contro i 49ers, vincendo per 38 a 28 e ottenendo l'accesso al Super Bowl XXVIII di Atlanta vinto, per il secondo anno consecutivo, contro i Buffalo Bills con il punteggio di 30 a 13. Nella stagione 1995, dopo avere chiuso la stagione regolare con 12 vittorie e 4 sconfitte, i Cowboys vinsero il loro ottavo titolo della NFC, sconfiggendo i Green Bay Packers per 38 a 27 e andando, così, a disputare il Super Bowl XXX, disputato al Sun Devil Stadium di Tempe (Arizona) che li vede uscire vittoriosi contro i gli Steelers (27 a 17); fu la prima volta in tre incontri al Super Bowl (X, XII e XXX) che la franchigia texana sconfisse quella della Pennsylvania e la prima volta che una squadra vinse il Super Bowl per tre volte in quattro anni.
Negli anni 2000 i Dallas Cowboys, guidati dal quarterback Tony Romo, raggiunsero i playoff in quattro occasioni (2003, 2006, 2007, 2009), ma vennero sconfitti rispettivamente da Carolina Panthers (29 a 10), Seattle Seahawks (21 a 20) e New York Giants (21-17). Nel 2009 venne inaugurato il nuovo stadio della squadra: il Cowboys Stadium, da 80.000 posti a sedere. La prima partita nel nuovo stadio vide la partecipazione dell'ex-presidente George W. Bush e fece registrare il record di 105.121 spettatori. Nonostante la grande attesa i Cowboys furono sconfitti per 33 a 31 dai New York Giants. La stagione 2009 però si chiuse con bilancio positivo, con il successo all'ultima giornata sui Philadelphia Eagles, che permise a Dallas di finire la stagione con un bilancio di 11 vittorie e 5 sconfitte, vincendo anche il titolo della NFC East per la seconda volta in tre anni. Nei playoff successivi i Cowboys superarono il primo turno (sempre contro gli Eagles), ma furono sconfitti nei Divisional Playoff dai Minnesota Vikings.
Per quattro stagioni consecutive (2010-2013) Dallas non raggiunse più i playoff. Tornò a vincere la propria division nel 2014, venendo eliminata nel secondo turno di playoff dai Packers. Dopo una stagione da 4-12 nel 2015 il club, guidato dai rookie Dak Prescott ed Ezekiel Elliott, si riprese nel 2016 terminando la stagione regolare con il miglior record della NFC (13-3) ma venendo ancora eliminata da Green Bay nel divisional round.

### Risultati stagione per stagione

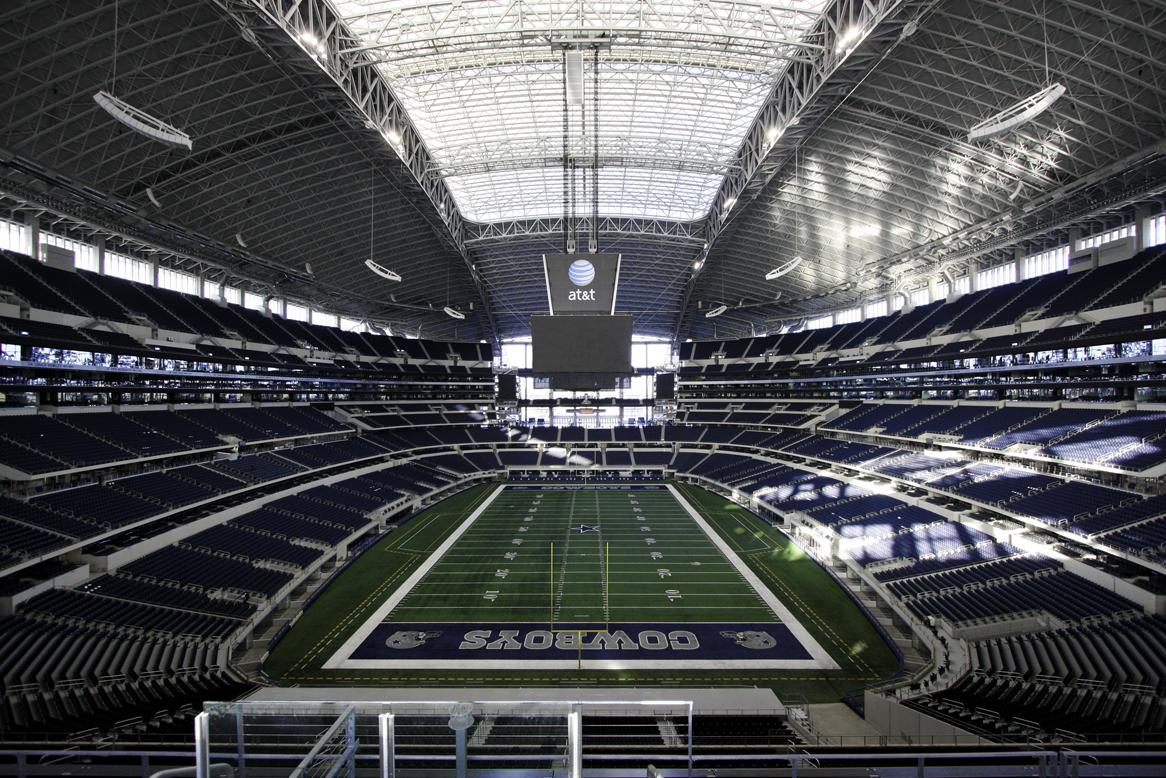
L'AT&T Stadium

## Stadi
- Cotton Bowl (1960–1971)
- Texas Stadium (1971–2008)
- AT&T Stadium (2009–presente)

## Giocatori importanti

### Membri della Pro Football Hall of Fame
Fino alla stagione 2023 diciotto tra giocatori e membri dello staff dei Cowboys sono stati inseriti nella Pro Football Hall of Fame.

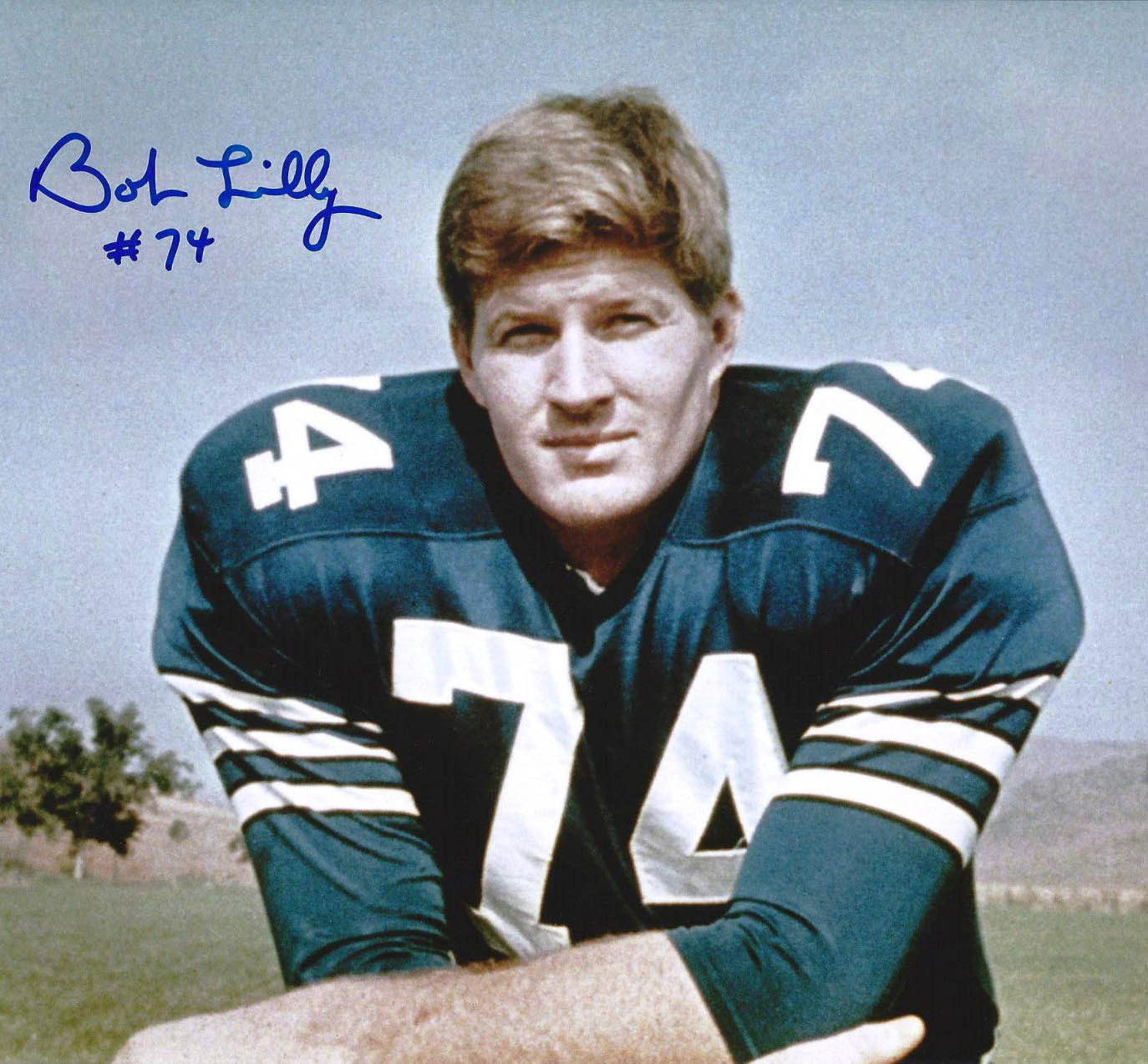
"Mr Cowboy" Bob Lilly

| Hall of Famer dei Dallas Cowboys |                 |         |           |
| N°                               | Giocatore       | Ruolo   | Induzione |
| 74                               | Bob Lilly       | DT      | 1980      |
| 12                               | Roger Staubach  | QB      | 1985      |
| -                                | Tom Landry      | Allen.  | 1990      |
| -                                | Tex Schramm     | g. man. | 1991      |
| 54                               | Randy White     | DT      | 1994      |
| 33                               | Tony Dorsett    | RB      | 1994      |
| 20                               | Mel Renfro      | CB      | 1996      |
| 8                                | Troy Aikman     | QB      | 2006      |
| 70                               | Rayfield Wright | T       | 2006      |
| 88                               | Michael Irvin   | WR      | 2007      |
| 22                               | Bob Hayes       | WR      | 2009      |
| 22                               | Emmitt Smith    | RB      | 2010      |
| 21                               | Deion Sanders   | CB      | 2011      |
| 73                               | Larry Allen     | G       | 2013      |
| 95                               | Charles Haley   | DE      | 2015      |
| -                                | Jerry Jones     | Prop.   | 2017      |
| 43                               | Cliff Harris    | FS      | 2020      |
| 94                               | DeMarcus Ware   | DE      | 2023      |

### Numeri ritirati
I Dallas Cowboys adottano una politica per la quale non ritirano i numeri di maglia dei grandi campioni del passato. Tuttavia alcuni sono "non ufficialmente inattivi", così che è raro che i numeri dei giocatori presenti nel "Ring of Honor" vengano utilizzati dai giocatori in attività. Per esempio i numeri di maglia di Aikman (8), Staubach (12), Hayes e Smith (22), Irvin (88), e Lilly (74) non furono assegnati durante la stagione 2008. Per la stagione 2010 il numero 88 fu assegnato al rookie Dez Bryant che lo mantenne fino al 2017. Tale numero tornò disponibile per il rookie CeeDee Lamb nel 2020.

### Premi individuali
| MVP della NFL |              |       |
| Anno          | Giocatore    | Ruolo |
| 1993          | Emmitt Smith | RB    |

| MVP del Super Bowl |                |       |
| SB                 | Giocatore      | Ruolo |
| V                  | Chuck Howley   | LB    |
| VI                 | Roger Staubach | QB    |
| XII                | Randy White    | DT    |
| XII                | Harvey Martin  | DE    |
| XXVII              | Troy Aikman    | QB    |
| XXVIII             | Emmitt Smith   | RB    |
| XXX                | Larry Brown    | CB    |

| Giocatore offensivo dell'anno |                |       |
| Anno                          | Giocatore      | Ruolo |
| 2014                          | DeMarco Murray | RB    |

| Difensore dell'anno |               |       |
| Anno                | Giocatore     | Ruolo |
| 1977                | Harvey Martin | DE    |

| Miglior rookie offensivo |              |       |
| Anno                     | Giocatore    | Ruolo |
| 1969                     | Calvin Hill  | RB    |
| 1977                     | Tony Dorsett | RB    |
| 1990                     | Emmitt Smith | RB    |
| 2016                     | Dak Prescott | QB    |

| Miglior rookie difensivo |               |       |
| Anno                     | Giocatore     | Ruolo |
| 2021                     | Micah Parsons | LB    |

| Comeback Player of the Year |            |       |
| Anno                        | Giocatore  | Ruolo |
| 2007                        | Greg Ellis | DE    |

| MVP del Pro Bowl |               |       |
| Anno             | Giocatore     | Ruolo |
| 1969             | George Andrie | DE    |
| 1970             | Mel Renfro    | CB    |
| 1992             | Michael Irvin | WR    |

| Allenatore dell'anno |               |
| Anno                 | Allenatore    |
| 1990                 | Jimmy Johnson |
| 2016                 | Jason Garrett |

### Record di franchigia
Carriera
| Record in carriera |              |        |
| Categoria          | Giocatore    | Numero |
| Yard passate       | Tony Romo    | 34.183 |
| TD passati         | Tony Romo    | 248    |
| Yard ricevute      | Jason Witten | 11.947 |
| TD su ric.         | Dez Bryant   | 72     |
| Yard corse         | Emmitt Smith | 17.162 |
| TD su corsa        | Emmitt Smith | 153    |

Stagionali
| Record stagionali |                |        |      |
| Categoria         | Giocatore      | Numero | Anno |
| Yard passate      | Tony Romo      | 4.903  | 2012 |
| TD passati        | Dak Prescott   | 37     | 2021 |
| Yard ricevute     | CeeDee Lamb    | 1.671  | 2023 |
| TD su ric.        | Dez Bryant     | 16     | 2014 |
| Yard corse        | DeMarco Murray | 1.845  | 2014 |
| TD su corsa       | Emmitt Smith   | 25     | 1995 |

## La squadra
| Roster dei Dallas Cowboys |
| --- |
| Quarterback - 15 Trey Lance - 4 Dak Prescott - 10 Cooper Rush Running Back - 23 Rico Dowdle - 15 Ezekiel Elliott - 40 Hunter Luepke FB - 42 Deuce Vaughn Wide Receiver - 83 Jalen Brooks - 3 Brandin Cooks - 80 Ryan Flournoy - 88 CeeDee Lamb - 1 Jalen Tolbert - 9 KaVontae Turpin Tight End - 87 Jake Ferguson - 86 Luke Schoonmaker - 89 Brevyn Spann-Ford - 81 John Stephens Jr. Offensive Linemen - 66 T.J. Bass G - 56 Cooper Beebe C - 60 Tyler Guyton T - 67 Brock Hoffman C - 70 Zack Martin G - 76 Asim Richards T - 73 Tyler Smith G - 78 Terence Steele T - 79 Matt Waletzko T Defensive Linemen - 99 Chauncey Golston DE - 93 Linval Joseph DT - 94 Marshawn Kneeland DE - 90 DeMarcus Lawrence DE - 97 Osa Odighizuwa DT - 11 Micah Parsons DE - 98 Jordan Phillips DT - 58 Mazi Smith DT - 91 Tyrus Wheat DE Linebacker - 18 Damone Clark OLB - 57 Buddy Johnson MLB - 50 Eric Kendricks MLB - 35 Marist Liufau OLB - 13 DeMarvion Overshown OLB Defensive Back - 14 Markquese Bell SS - 25 Andrew Booth Jr. CB - 21 Caelen Carson CB - 7 Trevon Diggs CB - 29 C.J. Goodwin CB - 28 Malik Hooker FS - 2 Jourdan Lewis CB - 24 Israel Mukuamu CB - 30 Juanyeh Thomas FS - 6 Donovan Wilson SS Special Team - 5 Bryan Anger P - 17 Brandon Aubrey K - 44 Trent Sieg LS Lista delle riserve - 26 DaRon Bland CB (IR-DRF) - 64 Earl Bostick Jr. T (IR) - 71 Chuma Edoga T (IR) - 93 Viliami Fehoko DE (IR) - 51 Durrell Johnson DE (IR) - 62 Nathan Thomas T (IR) - 54 Sam Williams DE (IR) Squadra di allenamento - 75 Josh Ball T - 31 Josh Butler CB - 20 Dalvin Cook RB - 34 Malik Davis RB - 95 Denzel Daxon DT - 85 Princeton Fant TE - 43 Kemon Hall CB - 47 Darius Harris LB - 84 Kelvin Harmon WR - 96 Phil Hoskins DT - 33 Emany Johnson SS - 55 Carl Lawson DE - 59 Brock Mogensen LB - 16 Jalen Moreno-Cropper WR - 27 Amani Oruwariye CB - 65 Dakoda Shepley T - 41 Nick Vigil LB Roster aggiornato al 3 settembre 2024 53 attivi, 7 inattivi, 16 nella squadra di allenamento |
| Legenda - I rookie sono in corsivo. - Il primo ruolo è il principale mentre gli eventuali successivi indicano i ruoli secondari. - (IR) sta per Injured Reserve ed indica la lista ristretta per un solo giocatore infortunato che può tornare ad allenarsi dopo la settimana 6 e a rientrare in prima squadra dopo che questa ha giocato 8 partite. - (NF-Inj.) / (NF-Ill.) stanno rispettivamente per Non-Football Injured e Non-Football Illness ed indicano le liste dove viene inserito un giocatore che ha un infortunio o una malattia non dipendente dal football americano. - (PUP) sta per Physically Unable to Perform ed indica la lista dove viene inserito un giocatore mentre è in attesa di recuperare la condizione fisica. Nella stagione regolare dopo la sesta partita giocata dalla propria squadra, il giocatore ha tempo tre settimane per riprendere ad allenarsi, più tre settimane aggiuntive dal suo rientro agli allenamenti per rientrare in prima squadra. |

## Staff

### Allenatori
| Legenda | Legenda                                                        |
| ------- | -------------------------------------------------------------- |
| PA      | Partite allenate                                               |
| V       | Vittorie                                                       |
| S       | Sconfitte                                                      |
| P       | Pareggio                                                       |
| V%      | Percentuale di vittorie                                        |
|         | Ha trascorso l'intera sua carriera da allenatore con i Cowboys |
|         | Eletto nella Pro Football Hall of Fame                         |

Note: Statistiche aggiornate a fine stagione 2024.
| Num.           | Nome                 | Stagione/i | PA                | V                 | S                 | P                 | V%                | PA      | V       | S       | Successi                                                        | Note |
| Num.           | Nome                 | Stagione/i | Stagione regolare | Stagione regolare | Stagione regolare | Stagione regolare | Stagione regolare | Playoff | Playoff | Playoff | Successi                                                        | Note |
| -------------- | -------------------- | ---------- | ----------------- | ----------------- | ----------------- | ----------------- | ----------------- | ------- | ------- | ------- | --------------------------------------------------------------- | ---- |
| Dallas Cowboys |                      |            |                   |                   |                   |                   |                   |         |         |         |                                                                 |      |
| 1              | Tom Landry           | 1960–1988  | 418               | 250               | 162               | 6                 | .605              | 36      | 20      | 16      | Vince 2 Super Bowl (VI, XII)                                    |      |
| 2              | Jimmy Johnson        | 1989–1993  | 80                | 44                | 36                | 0                 | .550              | 8       | 7       | 1       | Vince 2 Super Bowl (XXVII, XXVIII) NFL Coach of the year (1990) |      |
| 3              | Barry Switzer        | 1994–1997  | 64                | 40                | 24                | 0                 | .625              | 7       | 5       | 2       | Vince Super Bowl XXX                                            |      |
| 4              | Chan Gailey          | 1998–1999  | 32                | 18                | 14                | 0                 | .563              | 2       | 0       | 2       |                                                                 |      |
| 5              | Dave Campo           | 2000–2002  | 48                | 15                | 33                | 0                 | .313              | —       | —       | —       |                                                                 |      |
| 6              | Bill Parcells        | 2003–2006  | 64                | 34                | 30                | 0                 | .531              | 2       | 0       | 2       |                                                                 |      |
| 7              | Wade Phillips        | 2007–2010  | 56                | 34                | 22                | 0                 | .607              | 3       | 1       | 2       |                                                                 |      |
| 8              | Jason Garrett        | 2010–2019  | 152               | 85                | 67                | 0                 | .559              | 5       | 2       | 3       | NFL Coach of the year (2016)                                    |      |
| 9              | Mike McCarthy        | 2020–2024  | 84                | 49                | 35                | 0                 | .600              | 4       | 1       | 3       |                                                                 |      |
| 10             | Brian Schottenheimer | 2025–      | 0                 | 0                 | 0                 | 0                 | –                 | —       | —       | —       |                                                                 |      |

### Staff attuale
| Staff dei Dallas Cowboys |
| --- |
| Organi dirigenziali - Proprietario/presidente/general manager – Jerry Jones - COO/vice presidente esercutivo/direttore del personale dei giocatori – Stephen Jones - Vice presidente esecutivo/chief brand officer – Charlotte Jones Anderson - Vice presidente esecutivo/chief of sales – Jerry Jones Jr. - Vice presidente del personale dei giocatori – Will McClay - Direttore delle operazioni del football senior/amministrazione del football – Todd Williams - Direttore dell'amministrazione del football e tecnologia – Jason McKay - Direttore degli osservatori del college – Mitch LaPoint - Direttore degli osservatori dei professionisti – Alex Loomis - Direttore del salary cap/contratti dei giocatori – Adam Prasifka - Direttore dello sviluppo dei giocatori – Bryan Wansley Capo allenatore - Brian Schottenheimer Altri allenatori - Preparatore atletico – Harold Nash - Assistente p.a. – Cedric Smith - Assistente p.a. – Kendall Smith - Assistente p.a./scienza sportiva – Braylon Tatum Allenatori dell'attacco - Coordinatore offensivo – Klayton Adams - Quarterback – Steve Shimko - Running back – Derrick Foster - Wide receiver – Junior Adams - Assistente wide receiver – Tiquan Underwood - Tight end – Lunda Wells - Offensive line – Conor Riley - Assistente offensive line – Ramon Chinyoung - Specialista gioco sui passaggi – Ken Dorsey - Quarterback fellowship – Dele Harding - Coordinatore gestione del gioco – Ryan Feder Allenatori della difesa - Coordinatore difensivo – Matt Eberflus - Defensive line – Aaron Whitecotton - Assistente defensive line – Bryan Bing - Linebacker – Dave Borgonzi - Coordinatore gioco difensivo sui passaggi/safety – Andre Curtis - Cornerback/secondary – David Overstreet II - Secondary/nickel – Darian Thompson - Assistente difesa/controllo qualità – JJ Clark - Assistente difesa/controllo qualità – Tanzel Smart Allenatori dello special team - Coordinatore special team – Nick Sorensen - Assistente special team – Carlos Polk - Chief of staff – Tyler Boyles |

## Rivalità
Il fatto che la NFC East Division sia una delle meno variate dal momento della sua istituzione e il fatto che i Cowboys siano una delle squadre più tifate, ricche e famose dell'intera lega ha portato alla nascita di alcune rivalità storiche che vedono protagonista la franchigia texana. In particolare sono considerate squadre rivali dai tifosi di Dallas i Philadelphia Eagles, i Giants, i Pittsburgh Steelers, i 49ers e soprattutto i Redskins.

### Washington Redskins
Definita dalla rivista Sports Illustrated come la più accesa rivalità nella NFL e una delle più accese nel mondo dello sport, la rivalità tra i Cowboys e i Redskins decollò fin da subito. Alcune fonti dicono sia nata prima ancora della nascita dei Cowboys, in seguito a dissapori tra George Preston Marshall, proprietario dei capitolini, e Clint Murchison Jr., imprenditore e fondatore della squadra texana. Il motivo sarebbe da ricercarsi nei piani di Marshall di mettere le mani sul bacino di tifosi provenienti dagli stati del sud, dove, fino alla fondazione dei Cowboys, non esistevano squadre di football professionistiche (per ingraziarsi ancora di più il pubblico abituato alla segregazione, non mise sotto contratto nessun giocatore afro-americano fino al 1962). Redskins e Cowboys erano tra le franchigie più competitive a cavallo tra gli anni '70 e '80 e le prestazioni sul campo contribuirono al nascere di una fortissima antipatia tra le due franchigie. Negli anni 2000 e 2010 entrambe le compagini hanno avuto una flessione nei risultati, ma questo non ha alterato l'intensità e la durezza nelle partite disputate.

### Philadelphia Eagles
Le gare tra Cowboys e Philadelphia Eagles sono particolarmente intense dalla fine degli anni '70, quando, dopo un lungo periodo negativo, Philadelphia tornò alla ribalta come contendente per il campionato. Da allora vi sono stati molti episodi che hanno aumentato la tensione tra queste franchigie. Nel 1989 Buddy Ryan, capo allenatore e tifoso degli Eagles, fu accusato da Jimmy Johnson, head coach di Dallas, di avere promesso ai suoi giocatori una "taglia" da 200 dollari per chi fosse riuscito a fare infortunare intenzionalmente Luis Zendejas e Troy Aikman, rispettivamente kicker e quarterback dei Cowboys. Nel 1999 Michael Irvin rimase immobile a terra durante una partita giocata a Filadelfia e si temette una possibile paralisi, mentre i tifosi di casa stavano esultando vedendo la scena.

### New York Giants
Giants e Cowboys giocano nella stessa division ininterrottamente dal 1960. I newyorchesi erano una contendente negli anni '50 e '60 (quando i texani si erano appena formati), Dallas lo divenne negli anni '70, quando i Giants si trovavano in difficoltà. Il fatto di essere due squadre storicamente vincenti nella stessa division ha portato a una rivalità molto sentita da entrambi i lati. Questa rivalità è singolare nel panorama sportivo americano, visto che nessuna altra squadra professionistica texana gioca nella stessa division o intrattiene una rivalità con una squadra dello stato di New York.

### Pittsburgh Steelers
La rivalità Steelers-Cowboys nasce con il contemporaneo periodo d'oro di entrambe le squadre negli anni '70. Le due franchigie si imposero a livello nazionale, conquistando titoli e tifosi fuori dalla loro zona geografica, creandosi un bacino di supporter a livello nazionale. Allora le due squadre avevano filosofie di gioco diverse: Dallas in attacco puntava maggiormente sul gioco sui passaggi, guidata dal quarterback Roger Staubach e aveva una difesa divenuta nota con il nome Doomsday Defence, mentre Pittsburgh aveva la nomea di essere squadra "operaia", con un solido gioco sulle corse e la celebre Steel Curtain in difesa. Questo ha generato una rivalità, nonostante Steelers e Cowboys non giocassero (e non giochino tuttora) nella stessa conference. Le due squadre si sono affrontate per tre volte in un Super Bowl (X, XIII, XXX), con la squadra della Pennsylvania vincente le prime due volte e i texani campioni nell'ultima. Questi tre incontri rendono Steelers-Cowboys la partita più volte disputatasi al Super Bowl.

### San Francisco 49ers
La rivalità tra 49ers e Cowboys è una delle più iconiche della lega e risale fino agli anni '70, quando entrambe le squadre erano tra le più forti e competitive di tutta la NFL. La sfida per l'NFC Championship del 1981 tra queste due squadre è considerata una delle più famose nella storia del football americano, quando Joe Montana e Dwight Clark realizzarono "the Catch" permettendo a San Francisco di vincere la partita all'ultimo minuto. Le due squadre si incontrarono ancora per tre volte consecutive nell'NFC Championship Game tra il 1992 e il 1994: tutte e tre le volte la squadra vincente di quell'incontro (Dallas le prime due volte, San Francisco nel '94) avrebbe poi vinto il Super Bowl. Nella rivalità sportiva è anche presente la rivalità territoriale tra lo stato della California e quello del Texas.

## I Cowboys nella cultura di massa
- Nella stagione 8 episodio 2, Homer Simpson dichiara che il suo sogno è quello di possedere i Dallas Cowboys.
- Nel telefilm Walker Texas Ranger il collega di Walker, James Trivette, è un ex giocatore dei Dallas Cowboys.
- Nel mondo dell'ambientazione del gioco da tavolo Blood Bowl, parodia fantasy del football americano, la più famosa squadra di Elfi Oscuri mai esistita ha il nome Darkside Cowboys.
- I gemelli siamesi Ronnie e Donnie Galyon erano entrambi tifosi dei Dallas Cowboys.
- Il cantante Post Malone è un grande tifoso dei Dallas Cowboys.